# Cesare da Sesto
Cesare da Sesto (Sesto Calende, Lombardia, 1477 — Milão, 1523) foi um pintor italiano do Renascimento, ativo em Milão.
Ainda que não dotado de um talento especial, é considerado um dos Leonardeschi (artistas influenciados por Leonardo da Vinci, tais como Bernardino Luini e Marco D'Oggione), sendo-lhe reconhecida uma grande sensibilidade para captar, ainda de maneira superficial, o estilo de Leonardo. 
Desconhece-se qual a sua formação inicial, sendo possível afigurar que tenha estudado com Baldassare Peruzzi, em Roma, no ano de 1505. Permaneceu na região do Lazio de 1510 a 1512 o que lhe permitiu conhecer as primeiras obras romanas de Rafael e estabelecer contacto com artistas como Sodoma. Parece seguro que conhecia a pintura florentina da primeira década do século, assim como as pinturas que Leonardo deixou naquela cidade do Arno. Deste período são-lhe atribuídas um fresco numa luneta da Igreja de Sant'Onofrio e algumas pinturas no palácio Campagnano di Roma.
Em meados de 1514 deslocou-se a Nápoles, no sul da Itália, onde esteve cerca de seis anos.  Em 1515 terminou um políptico monumental para a Abadia da Santíssima Trindade em Cava de' Tirreni.  
De regresso a Milão, executou um Baptismo de Cristo, em colaboração com Bernardino Bernazzano (hoje perdido) e uma Salomè, adquirido por Rudolfo II e hoje presente no Kunsthistorisches Museum em Viena. 
Em 1517, estando novamente no sul de Itália, em Messina, executou uma Adoração dos Magos, que influenciou vários artistas da região (agora no Museu de Capodimonte, em Nápoles).
Regressou a Milão em 1520, onde pintou o políptico Virgem em glória com santos para a Igreja de San Rocco (hoje no Castello Sforzesco).

## Obras

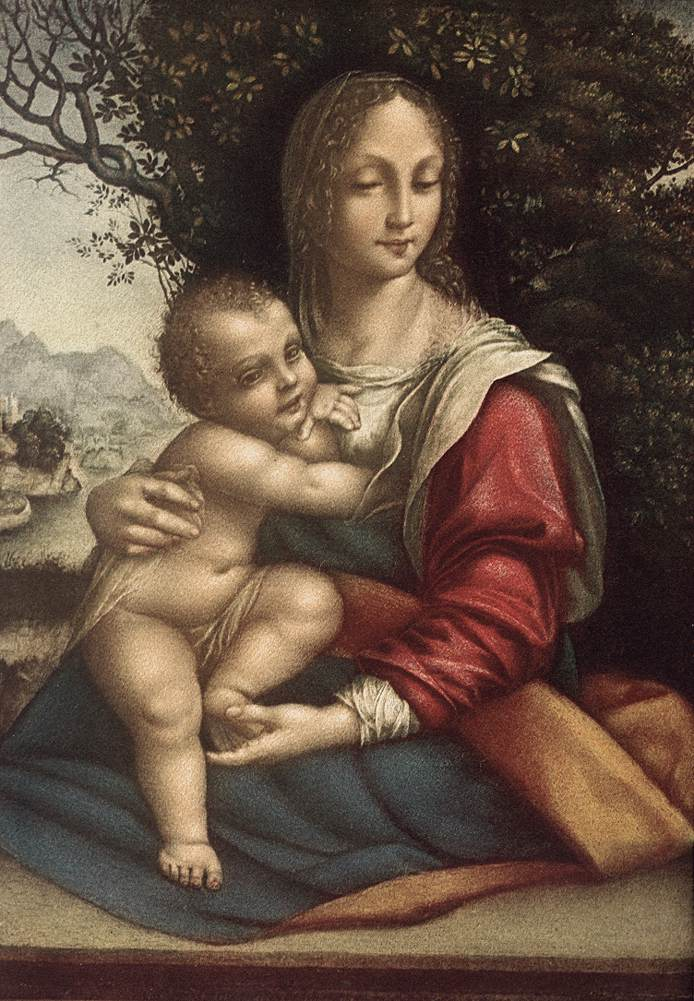
Virgem e o Menino (Pinacoteca di Brera, Milão)
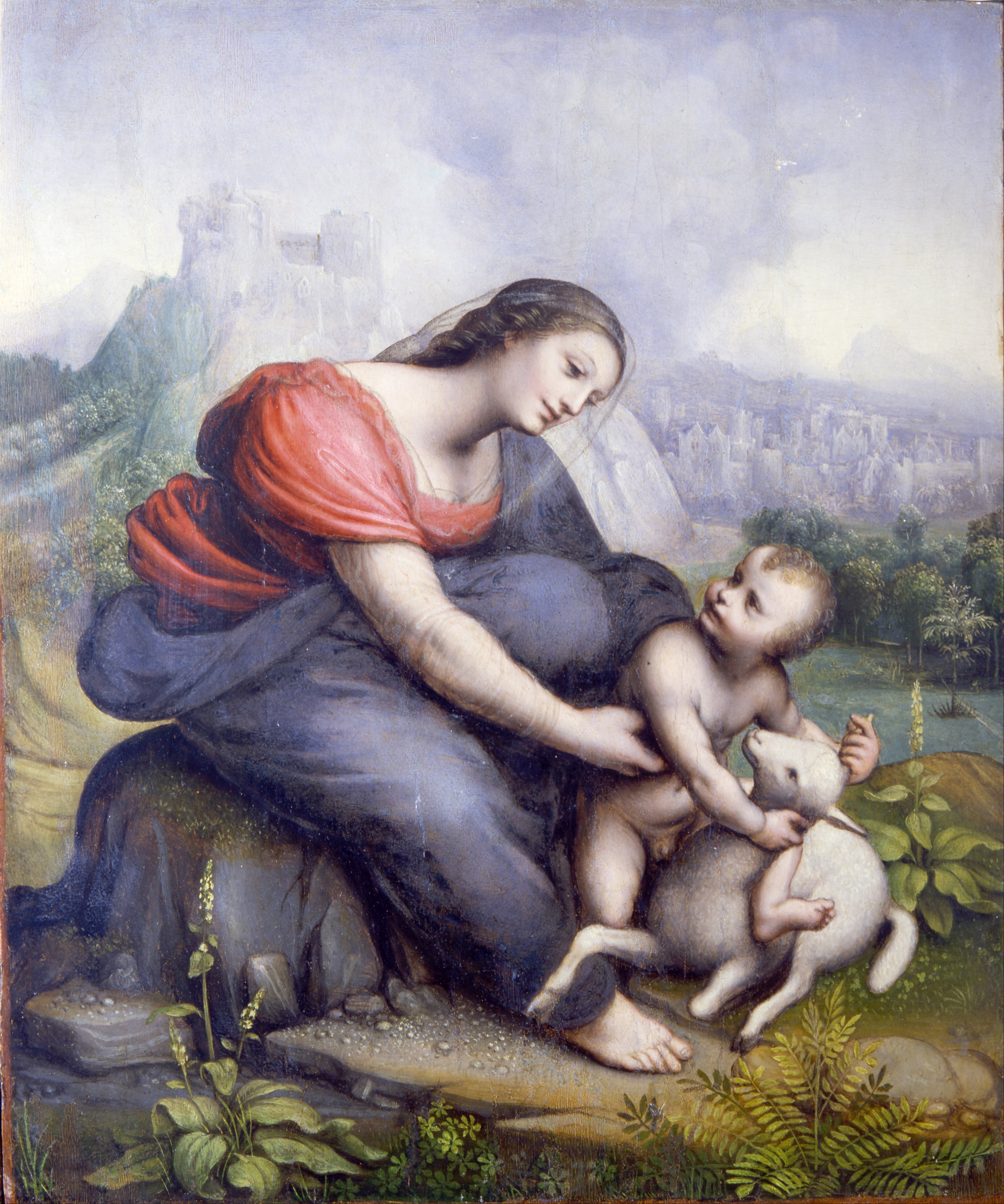
Virgem e o Menino com cordeiro (Museo Poldi Pezzoli, Milão)
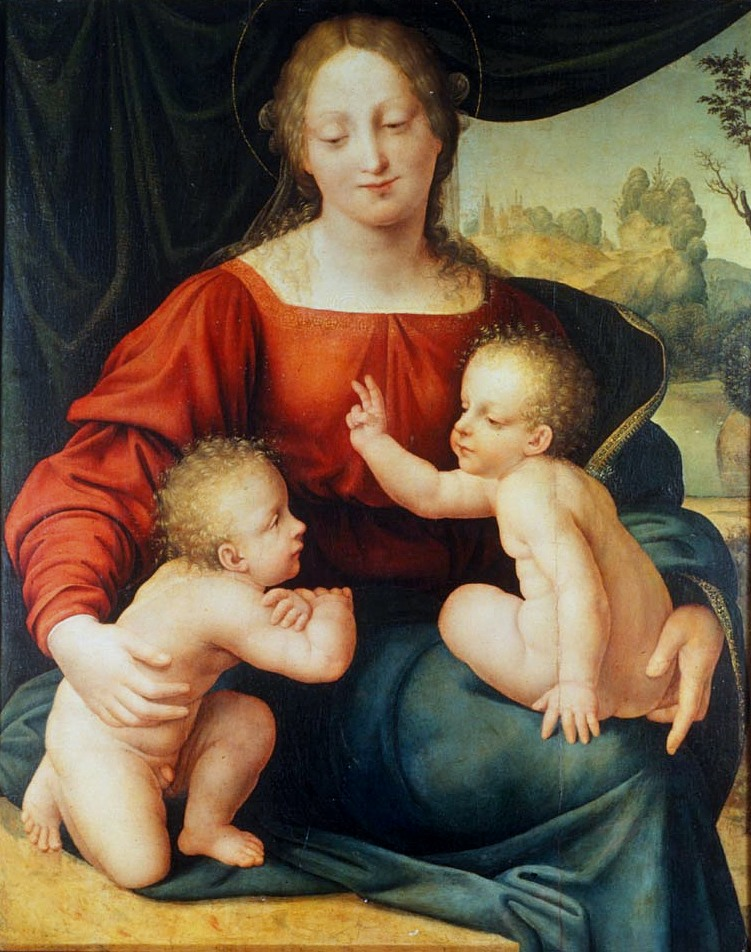
Virgem, o Menino e São João Baptista (Museu Nacional de Arte Antiga, Lisboa)
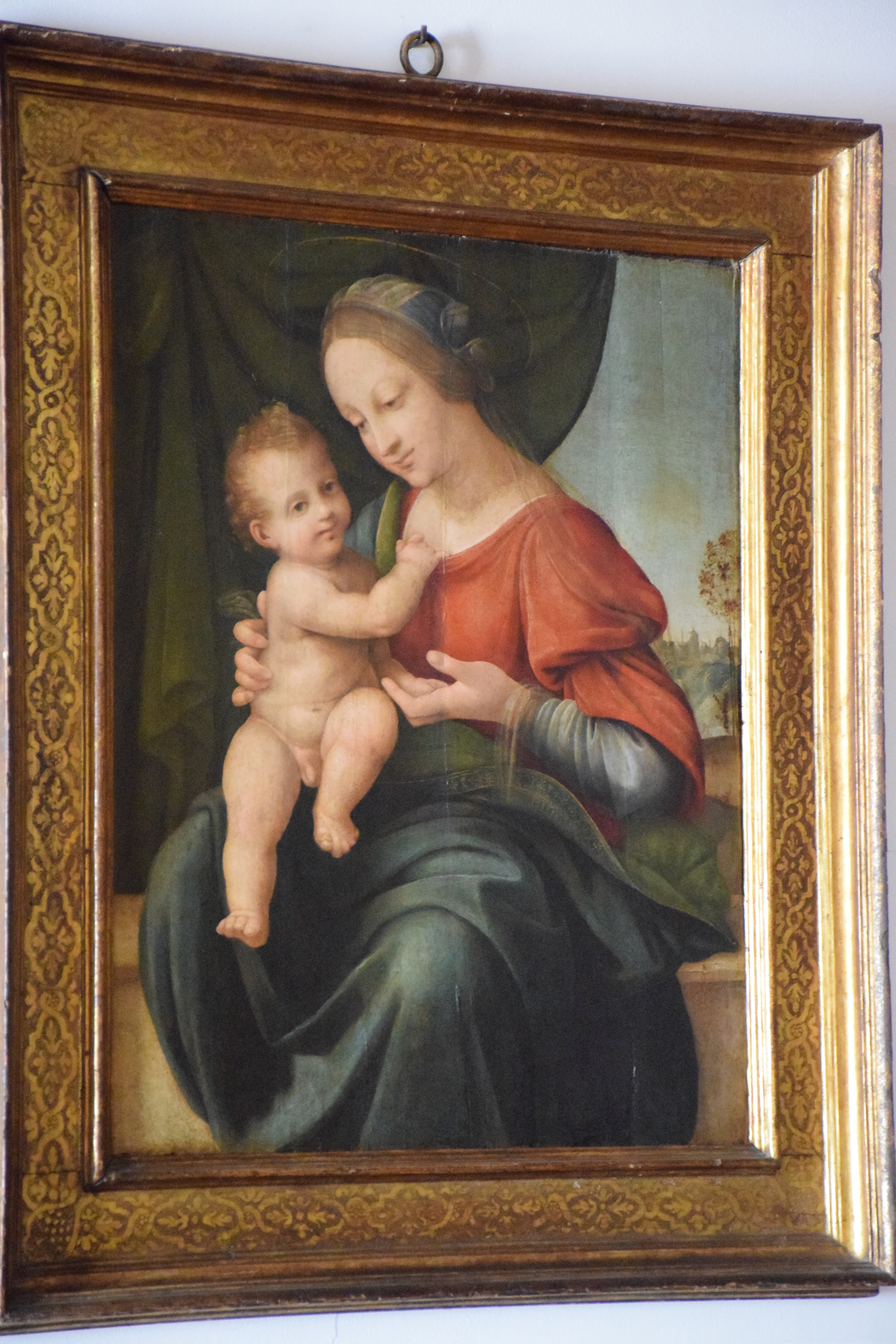
Virgem com o Menino (Palácio Nacional de Sintra)
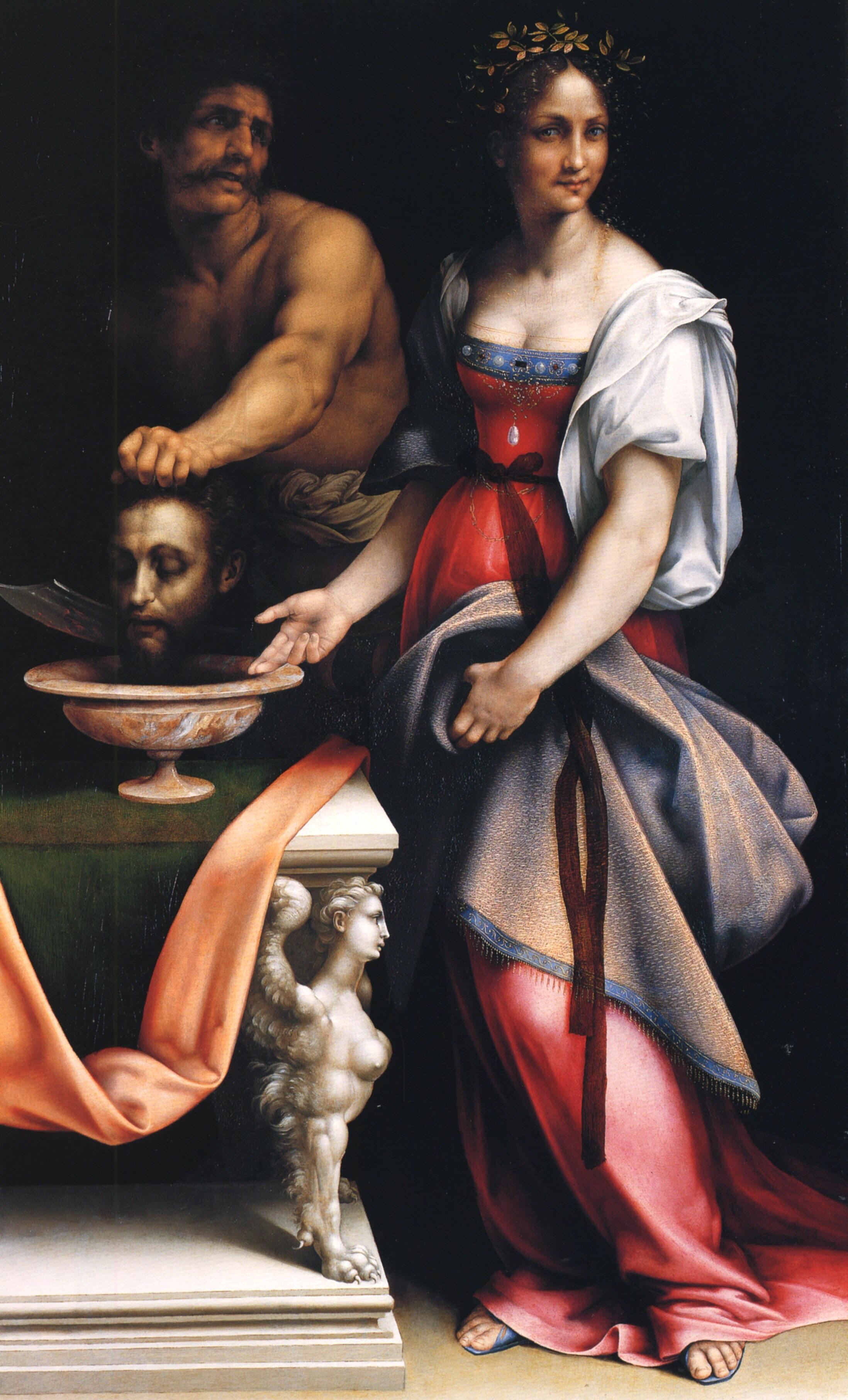
Salomé (Kunsthistorisches Museum, Viena)